# Pterostylis scabrida
Pterostylis scabrida är en orkidéart som beskrevs av John Lindley. Pterostylis scabrida ingår i släktet Pterostylis och familjen orkidéer. Inga underarter finns listade i Catalogue of Life.